# District Olt
Olt is een Roemeens district (județ) in de historische regio
Walachije, met als hoofdstad
Slatina (87.608 inwoners).
De gangbare afkorting voor het district is OT.

## Demografie
In het jaar 2002 had Olt 489.274 inwoners en een bevolkingsdichtheid van 89 inwoners per km².
60% van de bevolking woont in plattelandsdorpjes.

### Bevolkingsgroepen
De Roemenen zijn de meerderheid met een percentage, van meer dan 95%.
De Roma's zijn de grootste minderheid in het district. De Hongaarse minderheid is hier verwaarloosbaar klein.

## Geografie
Het district heeft een oppervlakte van 5498 km².

## Aangrenzende districten
- Dolj in het westen
- Vâlcea in het noordwesten
- Argeș in het noordoosten
- Teleorman in het oosten
- Bulgarije in het zuiden

## Steden
- Slatina
- Caracal
- Balș
- Corabia
- Piatra Olt